# Caryatis phileta
Caryatis phileta là một loài bướm đêm thuộc phân họ Arctiinae, họ Erebidae.